# وصفي طاهر
العقيد وصفي طاهر البياتي (1915 - 9 فبراير 1963) ضابط عسكري عراقي، وعضو المحكمة العسكرية العليا الخاصة وأحد الضباط الأحرار الذين أسهموا في ثورة الرابع عشر من تموز. وقد كان مرافقا لرؤساء الوزراء مثل عبد الكريم قاسم ونوري السعيد.

## حياته
ولد في بغداد في 10 يوليو سنة 1918، وأكمل دراسته الابتدائية في مدرسة المأمون اما الإعدادية والثانوية فأكملها في الثانوية العرابية، أراد وصفي في سن مبكرة التطوع للمقاتلة ضد الفاشية في الحرب الأهلية الاسبانية ولكن أهله منعوه من ذلك، التحق بالكلية العسكرية ضمن طلاب الدورة (17). دخل دورة القادة وتخرج فيها في عام 1940. وكان مقرب من رئيس الوزراء العراقي عبد الكريم قاسم.

## أعماله العسكرية ومناصبه
اشترك في ثورة رشيد عالي الكيلاني عام 1941، ومن بعدها شارك في حرب فلسطين عام 1948. وكان عضوا تنظيم الضباط الوطنيين الذي عرف باسم الضباط الأحرار أيضا، ولقد عينه الضباط الأحرار في انقلاب تموز 1958 بمنصب أمر اللواء الأول وأصبح مرافقا لرئيس الوزراء عبد الكريم قاسم.

## عضو المحكمة العسكرية

وصفي طاهر أثناء الإدلاء بشهادته في محاكمة عبد السلام عارف.

كان عضوا في المحكمة. وكان من المألوف ان ترفع صور المهداوي إلى جانب صور عبد الكريم قاسم في الشوارع والساحات العامة. وقد تشكلت لجنة التحقيق من المقدم الحقوقي نور الدين الوّنه رئيسا واحمد العبيدي عضوا والملازم عبد الهادي سلمان عضوا وعبد الستار ناجي عضوا وخالد عبد الرزاق الهاشمي عضواً عاملا في هيئة التحقيق.
كان الغرض من تشكل تلك المحكمة هو محاكمة المسؤولين في النظام الملكي، وكانت جلساتها تعقد في قاعة الشعب في منطقة باب المعظم قرب مبنى وزارة الدفاع في بغداد، ونقلت وقائعها ببث مباشر عبر التلفاز والإذاعة، حيث استمرت جلساتها برئاسة فاضل عباس المهداوي حتى حركة 8 شباط ومقتل عبد الكريم قاسم عام 1963.

وصفي طاهر مع رئيس الوزراء عبد الكريم قاسم سنة 1958.

هذه المحكمة شهدت محاكمة رجال العهد الملكي، حيث ابتدأت جلساتها لمحاكمة الفريق الركن غازي الداغستاني قائد الفرقة الثالثة وصدر عليه الحكم بالإعدام مع تسعة ضباط آخرين ثم خفف الحكم لاحقاً، ثم تمت محاكمة فاضل الجمالي وهكذا توالت محاكمات العسكريين والمدنيين من المحسوبين على النظام الملكي. كذلك تمت محاكمة عناصر حركة الشواف الذي قام بالثورة على الحكومة في الموصل، ورشيد عالي الكيلاني الذي اتهم بالتآمر على نظام السلطة الوطنية.
قامت المحكمة بمحاكمة الرجل الثاني في ثورة تموز عبد السلام محمد عارف بتهمة الاتصال بجهات عربية والشروع بقلب نظام الحكم، ثم قامت المحكمة بوضع القوميين والبعثيين في قفص الاتهام من الذين شاركوا في العملية الفاشلة لاغتيال الزعيم عبد الكريم قاسم في شارع الرشيد.

## وفاته
قتل مع عبد الكريم قاسم حيث التحق به في وزارة الدفاع، بعدما كان خارجها أثناء وقوع الانقلاب (انقلاب 8 شباط عام 1963)، فإنتحر بالرصاص في مبنى الإذاعة يوم 9 شباط 1963 وكان يحمل رتبة زعيم.

## صور

صورة شخصية لوصفي طاهر حاملا رتبة عقيد .